# Курды в Туркменистане
Курды в Туркменистане — часть курдского этноса и этническая группа населения Туркменистана, являющаяся этническим меньшинством страны.

## История
В 17 веке иранский правитель Шах Аббас расселил курдские племена вдоль северо-восточных границ Персии. Переселение продолжалось в 1740-х гг. при Надир-Шахе. Воинственные курдские племена должны были стать своего рода щитом от нападения туркмен. Одновременно ослаблялась военная сила курдов на западе Персии.
В 19 веке, когда Российская Империя колонизировала центральноазиатские ханства, курды начали понемногу переселяться на современную территорию Туркменистана. В настоящее время в Туркменистане, население которого составляет около пяти млн. человек, проживает примерно четыре с половиной тысячи курдов.
Большинство из них проживает в южных — приграничных с Ираном — областях и в Ашхабаде, который находится всего в 45 км от границы с Ираном.
Курды бережно сохраняют своё национальное самосознание, культуру и традиции и с ностальгией вспоминают советское время, когда существовали курдские школы и газеты.
После закрытия уезда Курдистан многие курды были депортированы в Туркменистан. В 1937 и 1944 годах Сталин депортировал многих курдов из Закавказья. С 1990-х годах курды в Туркменистане были объектом государственной политики ассимиляции. В советском Туркменистане курды выпускали свои газеты и имели национальные школы, но с приходом независимости Туркменистана президент Туркменистана Сапармурат Ниязов закрыл почти все нетуркменские школы.
Большинство туркменских курдов являются последователями суннитского ислама, есть также шииты, христиане и езиды. Курды не могут свободно исповедовать свою религию и часто сталкиваются с проблемами в отношении свободы вероисповедания.

## Расселение
Хоросанский Курдистан охватывает Буджнурдское, Кучанское, Дерегезское, Келатское, Родканское хх. Ирана и состоявший из двух крупных племенных группировок: зафаранлу и шадилу. В 18 в. курды жили в Туркменистане, в р-не Абиверда. В конце 19 в. поток переселенцев в Туркменистан усилился в связи с «саранчовым» годом и неурожаем. В нач. 1920-х большое число курдов получила право жить в аулах Багир, Бекрова, Маныш, Карадамак, Геокча, Гяурс Ашхабадского этрапа, в нескольких аулах Каахкинского этр. и незначительно в Бахарденском и Каракалинском этр. Позднее отмечены в г. Ашхабаде, в пос. Фирюзе (вместе с молоканами), Чули, Гермаб (вместе с молоканами) и др.). В период коллективизации и в годы ВОВ (1941-45) часть переселилась в Туркменкалинский и Байрамалийский этрапы Марыйского велаята и в г. Мары. Во время переписи 1959 в число курдов попали говорящие на курдском яз. «тюрки» Фирюзы и Гермаба. Общ. числ. курдов в СССР в 1959 составляла 59 тыс. В ТССР 2263 чел.

## Населения
Динамика численности курдского населения в Туркменистане по переписям
| 1926   | 1939  | 1959   | 1970  | 1979  | 1989   | 1995  | 2010   |
| ------ | ----- | ------ | ----- | ----- | ------ | ----- | ------ |
| 2 308  | 1 954 | 2 263  | 2 933 | 3 521 | 4 387  | 6 097 | 6 900  |
| 0,24 % | -     | 0,15 % | -     | -     | 0,12 % | 0,1 % | 0,14 % |

## См. Также
- Ирано-туркменские отношения